# روتينغن
روتينغن (بالألمانية: Röttingen) هي place with town rights and privileges و بلدة ألمانية تقع في ألمانيا في بافاريا.

## المدن التوأمة
مدينة Bad Mitterndorf هي مدينة توأمة لـروتينغن.